# Excès d'infrarouge

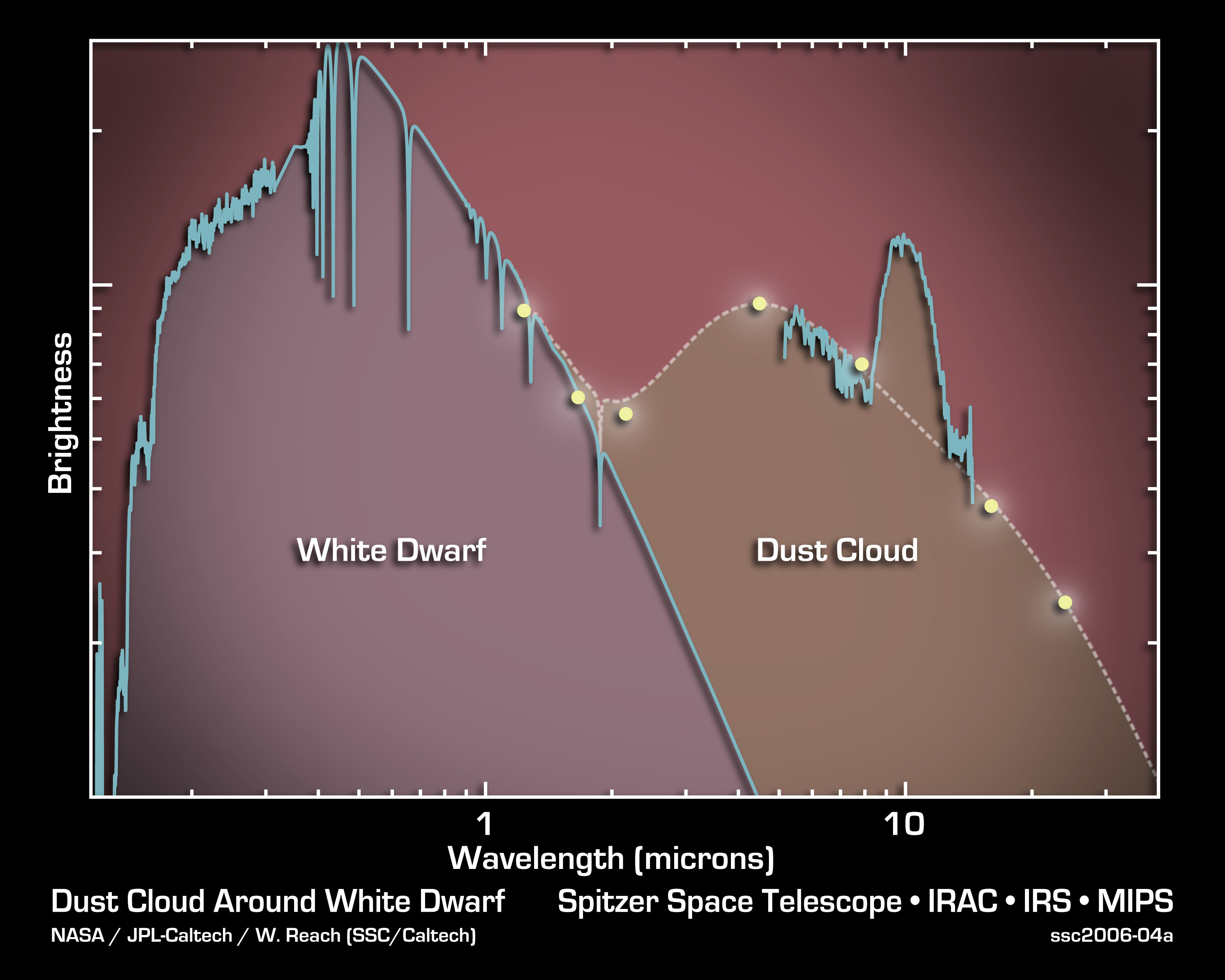

Un excès d'infrarouge est une mesure d'une source astrophysique, typiquement une étoile, qui montre dans sa distribution spectrale d'énergie un flux infrarouge supérieur à ce qui est attendu en considérant que le corps se comporte comme un corps noir. Les excès infrarouges sont souvent le résultat de la présence de poussière circumstellaire et sont communs dans les jeunes objets stellaires et les étoiles évoluées sur la branche asymptotique des géantes ou plus âgées.